# Wenus
Wenus – druga pod względem odległości od Słońca planeta Układu Słonecznego. Jest trzecim pod względem jasności ciałem niebieskim widocznym na niebie, po Słońcu i Księżycu. Jej obserwowana wielkość gwiazdowa sięga −4,6m. Ponieważ Wenus jest bliżej Słońca niż Ziemia, zawsze jest widoczna w niewielkiej odległości kątowej od niego; jej maksymalna elongacja to 47,8°. Odległość Wenus od Ziemi zmienia się w zakresie od około 40 mln km do około 259 mln km.
Nazwa planety wzięła się od rzymskiej bogini miłości, Wenus. Na niebie planeta jest widoczna przez około trzy godziny przed wschodem Słońca nad wschodnim horyzontem lub po zachodzie Słońca nad zachodnim horyzontem. Nieodłączna towarzyszka wschodzącego i zachodzącego Słońca, nazywana jest także Gwiazdą Poranną (Zaranną, Porankową) lub Jutrzenką (łac. Stella Matutina), kiedy zwiastuje wschód Słońca, albo Gwiazdą Wieczorną, która finalizuje jego zachód.
Wenus jest klasyfikowana jako planeta skalista (inaczej: typu ziemskiego) i jest czasami nazywana „planetą bliźniaczą” albo „siostrą Ziemi” – ze względu na podobną wielkość, masę i skład chemiczny. Atmosfera Wenus jest jednak zupełnie odmienna od ziemskiej. Jest pokryta nieprzezroczystą warstwą dobrze odbijających światło chmur kwasu siarkowego, które nie pozwalają na obserwację jej powierzchni z kosmosu w świetle widzialnym. Ma najgęstszą atmosferę ze wszystkich planet skalistych w Układzie Słonecznym, składającą się głównie z dwutlenku węgla. Na Wenus nie ma obiegu węgla, który powodowałby wiązanie węgla w skałach. Nie stwierdzono na niej również śladów organizmów żywych, które by go wiązały w biomasie. Istnieją przypuszczenia, że w przeszłości na Wenus były oceany, tak jak na Ziemi, ale odparowały, gdy temperatura powierzchni wzrosła. Obecny krajobraz Wenus jest suchy i pustynny, tworzony przez pokryte pyłem skały. Woda w atmosferze najprawdopodobniej dysocjowała, a z powodu braku pola magnetycznego, wodór został wywiany w przestrzeń międzyplanetarną przez wiatr słoneczny. Ciśnienie atmosferyczne na powierzchni planety jest około 92 razy większe niż na Ziemi.
Ukształtowanie powierzchni Wenus było przedmiotem spekulacji aż do drugiej połowy XX wieku, gdy zostało zbadane przez sondy Wenera i Magellan. Powierzchnia Wenus została ukształtowana przez zjawiska wulkaniczne, zachodzące w skali znacznie większej niż na Ziemi, a duże stężenie związków siarki w atmosferze wskazuje na trwającą ciągle aktywność wulkaniczną. Jednak brak obserwowanych przepływów lawy w okolicach odkrytych kalder pozostaje zagadką. Jest niewiele widocznych kraterów uderzeniowych, co wskazuje, że powierzchnia jest stosunkowo młoda – ma około 300–600 mln lat. Nie ma tektoniki płyt, prawdopodobnie dlatego, że jej skorupa jest zbyt sztywna.

## Warunki fizyczne
Wenus jest jedną z czterech planet skalistych w Układzie Słonecznym. Pod względem wielkości i masy jest bardzo podobna do Ziemi, przez co często opisywana jest jako siostra naszej planety. Średnica Wenus wynosi 95% ziemskiej, a jej masa jest równa 81,5% masy Ziemi. Jednakże warunki na powierzchni Wenus różnią się diametralnie od tych na Ziemi z powodu gęstej atmosfery, złożonej głównie z dwutlenku węgla. Stanowi on 96,5% masy atmosfery, podczas gdy pozostałe 3,5% to głównie azot.

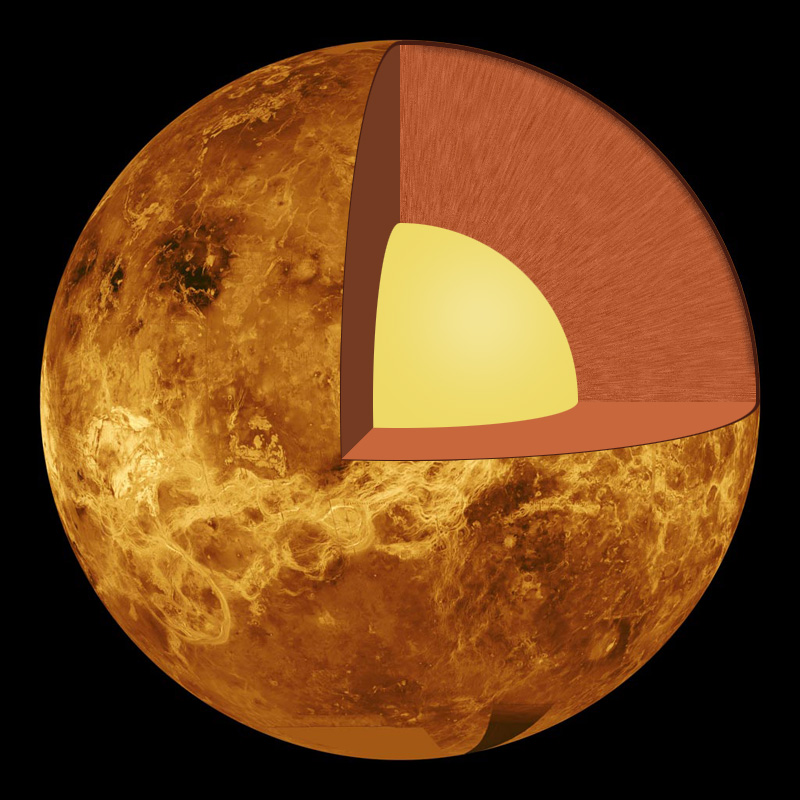
Przypuszczalna budowa wnętrza Wenus: pod grubą skorupą istnieje płaszcz otaczający metaliczne jądro

### Struktura wewnętrzna
Bez danych sejsmicznych oraz informacji o momencie bezwładności, niewiele można stwierdzić na temat struktury wewnętrznej Wenus. Jednak podobieństwa wielkości i gęstości między Wenus a Ziemią sugerują, że obie planety mają podobną budowę wewnętrzną, mają jądro, płaszcz i skorupę. Podobnie jak ziemskie, jądro Wenus jest przynajmniej częściowo płynne, ponieważ wnętrza obu planet ochładzają się w podobnym tempie. Mniejsza średnica i masa Wenus sugerują, że w jej wnętrzu panuje ciśnienie nieco mniejsze niż we wnętrzu Ziemi. Największą różnicą między obiema planetami jest brak tektoniki płyt na Wenus, prawdopodobnie związany ze znikomą zawartością wody w skorupie i skałach płaszcza. Skutkiem tego jest zmniejszony odpływ ciepła z wnętrza planety i jego wolniejsze ochładzanie, a to jest prawdopodobnym wytłumaczeniem braku pola magnetycznego. 

### Geografia
Około 80% powierzchni Wenus stanowią równiny wulkaniczne, w tym 70% to równiny pokryte niskimi grzbietami, a pozostałe 10% jest gładkie lub pofalowane. Dwie wyżyny, o rozmiarach ziemskich kontynentów, wypełniają resztę jej powierzchni. Jedna leży na północnej półkuli planety, druga, większa znajduje się na południe od równika. Północny obszar wyżynny to Ishtar Terra (Ziemia Isztar), nazwana imieniem Isztar, babilońskiej bogini miłości; ma on wielkość mniej więcej taką jak Australia. Najwyższe góry na Wenus, Maxwell Montes (Góry Maxwella), leżą na Ziemi Isztar. Ich najwyższy szczyt znajduje się 11 km powyżej średniego poziomu powierzchni Wenus. Południowy obszar wyżynny nosi nazwę Aphrodite Terra (Ziemia Afrodyty), od greckiej bogini miłości Afrodyty i jest większy od północnego, ma rozmiary podobne do Ameryki Południowej. Sieć spękań i uskoków pokrywa większość tego obszaru.

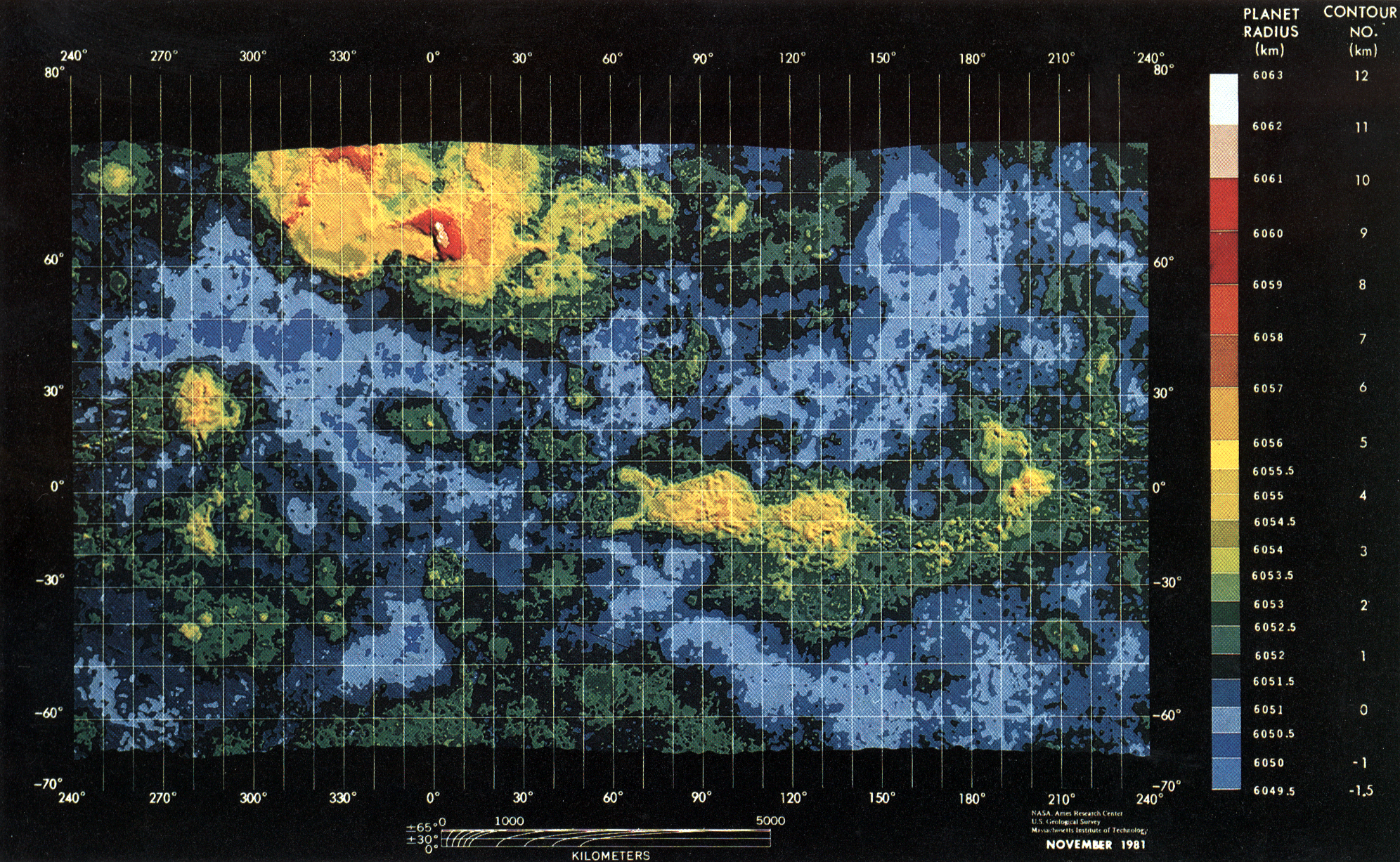
Mapa Wenus ukazująca obszary wyżynne na żółto: Ziemia Isztar znajduje się u góry mapy, a Ziemia Afrodyty tuż poniżej równika

Oprócz kraterów, gór i dolin powszechnie spotykanych na innych planetach skalistych, Wenus ma szereg unikatowych cech powierzchni. Należą do nich wulkaniczne kopuły o płaskich szczytach nazywane farra, mające od 20 do 50 km średnicy i 100–1000 m wysokości i przypominające wyglądem naleśniki; gwiaździste systemy pęknięć rozchodzących się od jednego punktu o nazwie novae; twory złożone z promieniowych i koncentrycznych pęknięć, przypominające pajęcze sieci, znane jako arachnoidy oraz korony, okrągłe pierścienie pęknięć niekiedy otoczone depresją. Wszystkie te formacje są pochodzenia wulkanicznego. Istnienie niemal płaskich wulkanów wskazuje, że zostały utworzone z lawy o małej lepkości jaką jest lawa bazaltowa.
Większość elementów powierzchni Wenus nosi nazwy pochodzące od historycznych lub mitologicznych kobiet. Wyjątkami są Maxwell Montes, nazwane na cześć Jamesa Clerka Maxwella i wyżynne regiony Alpha Regio i Beta Regio. Te trzy nazwy zostały nadane zanim Międzynarodowa Unia Astronomiczna przyjęła konwencję nazewnictwa cech powierzchni Wenus.
Długość planetograficzna tworów na powierzchni Wenus jest wyrażona w stosunku do jej południka zerowego. Pierwotnie poprowadzono go przez jasny punkt na obrazach radarowych, położony w środku owalnej korony nazwanej Eve Corona, położonej na południe od Alpha Regio. Po zakończeniu misji Wenera na nowo określono położenie południka zerowego, obecnie przechodzi on przez centralne wzniesienie w kraterze Ariadne.

### Geologia

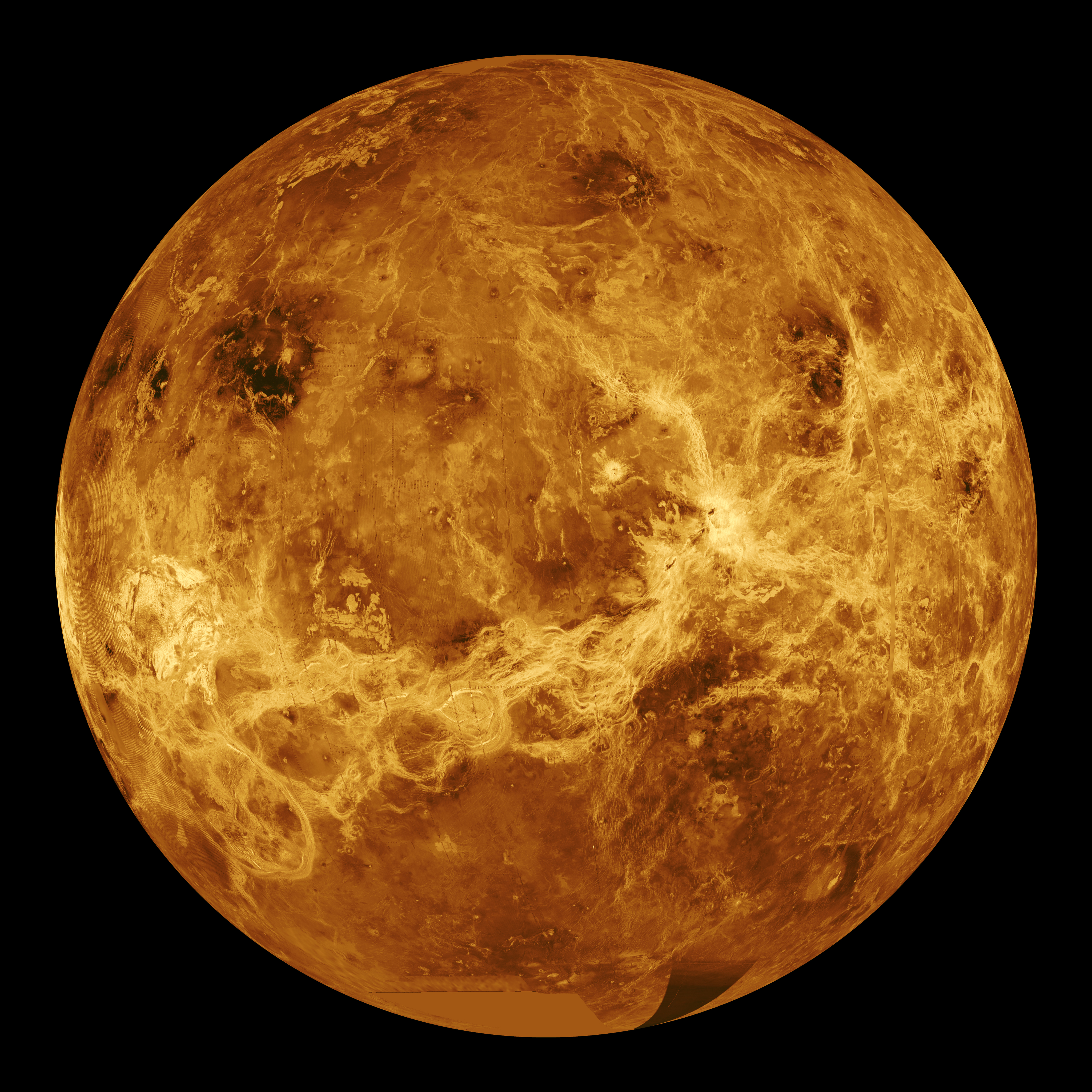
Obraz powierzchni Wenus w fałszywych kolorach, uzyskany ze zdjęć radarowych sondy Magellan

Znaczna część powierzchni Wenus wydaje się być ukształtowana przez działalność wulkaniczną. Wenus ma kilka razy więcej wulkanów niż Ziemia, na jej powierzchni jest co najmniej 167 ogromnych wulkanów, które mają ponad 100 km średnicy. Jedynym kompleksem wulkanicznym tej wielkości na Ziemi jest Hawaiʻi na Hawajach. Przypuszczalnie przyczyną tego nie jest większa aktywność wulkaniczna Wenus, ale jej starsza skorupa. Skorupa oceaniczna na Ziemi stale podlega subdukcji na styku płyt tektonicznych, a jej średni wiek to około 100 mln lat, podczas gdy wiek powierzchni Wenus szacuje się na 300–600 mln lat.
Jest kilka dowodów aktywności wulkanicznej na Wenus. Radzieckie sondy programu Wenera, Wenera 11 i Wenera 12 wykryły ciągły strumień piorunów, lądownik Wenera 12 zarejestrował potężny grzmot wkrótce po wylądowaniu. Europejska sonda Venus Express potwierdziła częste występowanie błyskawic między chmurami w atmosferze Wenus. Podczas gdy burzom na Ziemi towarzyszą opady deszczu, na Wenus występują opady kwasu siarkowego w górnych warstwach atmosfery, który odparowuje około 25 km nad powierzchnią. Jednym z możliwych źródeł są chmury wulkanicznego popiołu, w których dochodzi do wyładowań także na Ziemi. Pomiary stężenia dwutlenku siarki w atmosferze wykazały jego dziesięciokrotny spadek w latach 1978 i 1986. Może to oznaczać, że jego koncentracja została wcześniej zwiększona przez dużą erupcję wulkanu.

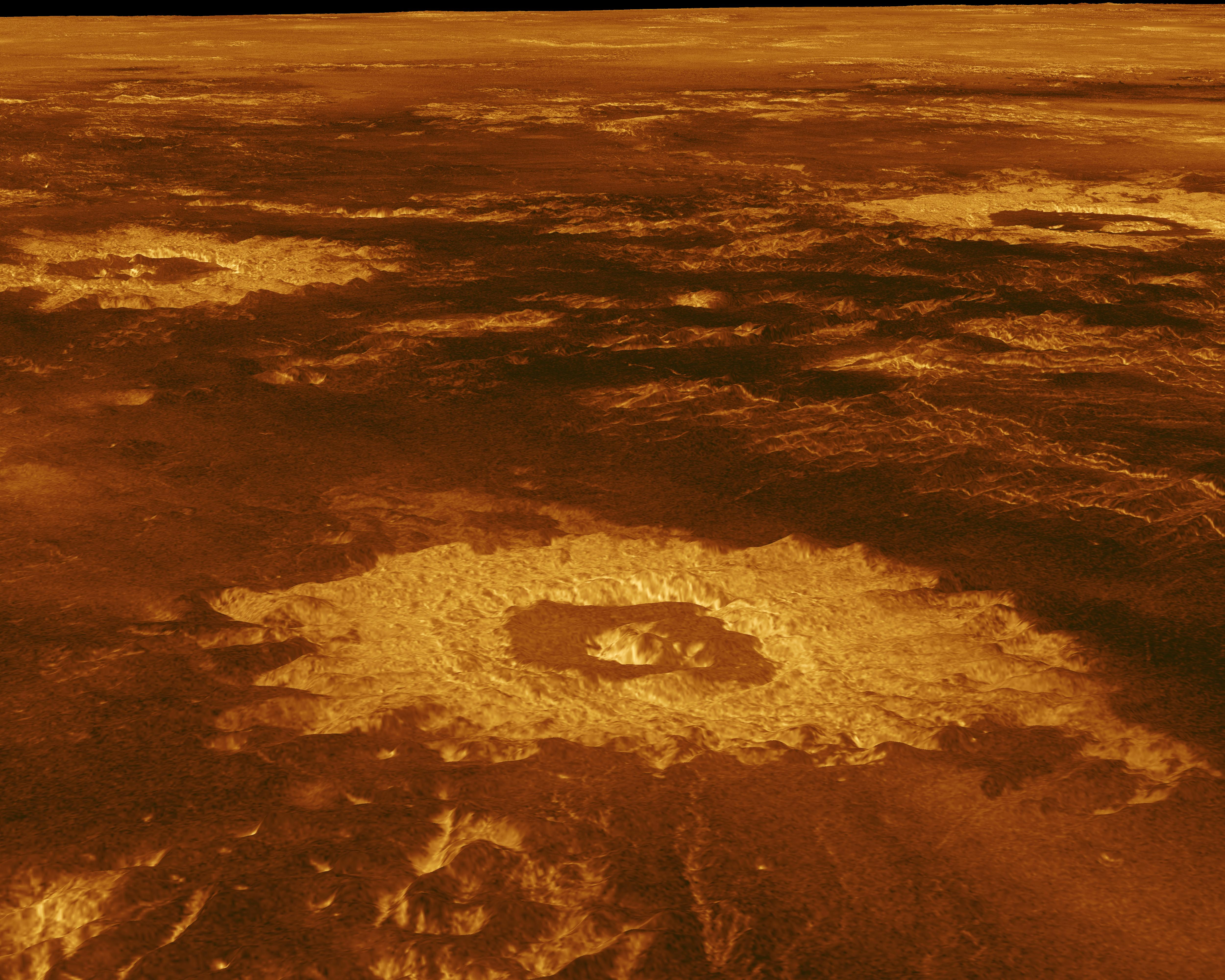
Kratery uderzeniowe na Wenus, obraz radarowy przedstawiony w rzucie ukośnym

Na powierzchni planety istnieje prawie tysiąc równomiernie rozłożonych kraterów. Na innych ciałach pokrytych kraterami, takich jak Ziemia i Księżyc, kratery wykazują różny stopień degradacji. Na Księżycu jest ona powodowana przez kolejne uderzenia, podczas gdy na Ziemi zachodzi głównie erozja wynikająca z działania wiatru i deszczu. Jednak na Wenus, około 85% kraterów jest w idealnym stanie, co oznacza, że są geologicznie młode. To i niewielka liczba kraterów wskazuje, że powierzchnia planety uległa odnowieniu w skali globalnej 300–600 mln lat temu, po czym zmalała aktywność wulkaniczna. Uważa się, że przeciwieństwie do Ziemi, której skorupa jest w ciągłym ruchu, na Wenus pozbawiona wody, która zmniejszyłaby jej lepkość, skorupa jest na to zbyt sztywna. Wenus może zamiast tego uwalniać wewnętrzne ciepło w okresowych zjawiskach gwałtownego przekształcenia powierzchni. Bez tektoniki płyt, możliwość odprowadzania ciepła z jej płaszcza jest znacznie mniejsza niż na Ziemi. W długim okresie pozornej stagnacji temperatura płaszcza wzrasta, aż do osiągnięcia poziomu krytycznego, gdy skorupa ulega znacznemu osłabieniu. Następnie, w ciągu około 100 mln lat, na ogromną skalę zachodzi proces subdukcji, niemal całkowicie niszczący dawną skorupę planety, w miejsce której powstaje nowa.
Kratery uderzeniowe na Wenus mają średnice od 3 do 280 km. Nie ma kraterów mniejszych niż 3 km, z powodu gęstej atmosfery. Obiekty z energią kinetyczną mniejszą niż pewna krytyczna wartość są spowalniane w atmosferze, tak że nie mogą tworzyć kraterów uderzeniowych. Nadlatujące ciała o średnicy mniejszej niż 50 metrów spalają się w atmosferze przed dotarciem do powierzchni planety.

### Atmosfera i klimat

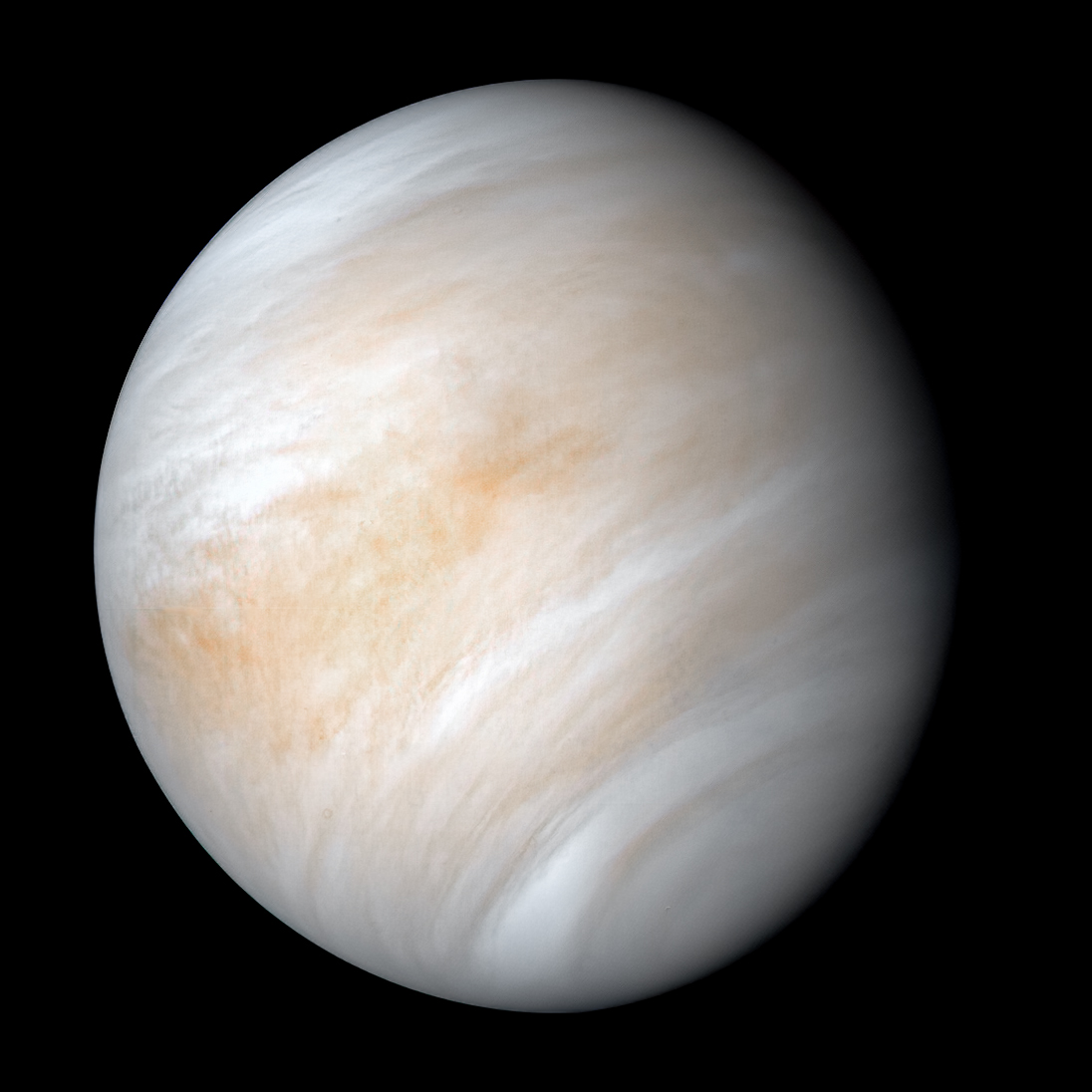
Struktura chmur Wenus widoczna na zdjęciu wykonanym w świetle widzialnym i nadfiolecie przez sondę Mariner 10

Wenus ma gęstą atmosferę, która składa się głównie z dwutlenku węgla i niewielkiej ilości azotu. Masa atmosfery jest 93 razy większa od ziemskiej, podczas gdy ciśnienie na powierzchni planety jest około 92 razy większe niż na Ziemi i odpowiada ciśnieniu w ziemskich oceanach na głębokości prawie 1 km. Gęstość przy powierzchni wynosi 65 kg/m³ (6,5% gęstości wody). Bogata w dwutlenek węgla atmosfera, w której występują grube chmury dwutlenku siarki, generuje najsilniejszy efekt cieplarniany na planetach Układu Słonecznego, przez co temperatura na powierzchni sięga 460 °C. To sprawia, że powierzchnia Wenus ma wyższą temperaturę niż powierzchnia Merkurego, którego temperatura powierzchni waha się od −220 do 420 °C, mimo że Wenus jest prawie dwukrotnie dalej od Słońca i tym samym otrzymuje 25% energii słonecznej, która dociera do Merkurego. Często mówi się, że powierzchnia Wenus przypomina piekło.
Badania sugerują, że kilka miliardów lat temu atmosfera Wenus była bardziej podobna do ziemskiej, a na powierzchni prawdopodobnie występowały znaczne ilości wody w stanie ciekłym, ale odparowanie tych pierwotnych oceanów spowodowało lawinowo narastający efekt cieplarniany, aż do krytycznego poziomu gazów cieplarnianych w atmosferze.
Bezwładność cieplna i przekazywanie ciepła przez wiatry w niższych warstwach atmosfery oznacza, że temperatura powierzchni Wenus nie różni się znacznie między dniem i nocą, pomimo bardzo wolnych obrotów. Wiatry na powierzchni są powolne, osiągają kilka kilometrów na godzinę, ale z powodu dużej gęstości atmosfery wywierają one znaczną siłę na przeszkody, przenosząc pył i małe kamienie na powierzchni. Mogłoby to znacznie utrudnić ludziom chodzenie.
Ponad gęstą warstwą CO
2 znajdują się grube chmury, składające się głównie z dwutlenku siarki i kropli kwasu siarkowego. Chmury te odbijają około 60% światła słonecznego z powrotem w kosmos, a także uniemożliwiają bezpośrednie obserwacje powierzchni planety w świetle widzialnym (do powierzchni Wenus dociera zaledwie 1% światła – podobnie jak w przypadku najgrubszych chmur na Ziemi). Stałe zachmurzenie oznacza, że chociaż Wenus jest bliżej Słońca niż Ziemia, jej powierzchnia nie jest dobrze oświetlona. Silne wiatry o prędkości 300 km/h występują na szczytach chmur, okrążając planetę w ciągu czterech do pięciu dni ziemskich. Wenusjańskie wiatry mogą wiać z prędkością do 60 razy większą od prędkości rotacji planety, podczas gdy najszybsze ziemskie wiatry osiągają 10% do 20% prędkości obrotu Ziemi.
Powierzchnia Wenus ma prawie jednakową temperaturę w dzień i nocy oraz na równiku i biegunach. Nachylenie osi obrotu planety wynosi niecałe trzy stopnie, znacznie mniej niż nachylenie osi Ziemi, co minimalizuje także sezonowe wahania temperatury. Występują znaczne różnice temperatury związane z wysokością. W 1995 roku sonda Magellan zarejestrowała obraz silnie odbijającej światło substancji na najwyższych szczytach górskich, która wyraźnie przypominała ziemski śnieg. Substancja ta prawdopodobnie pojawiła się tam w podobnym procesie jak śnieg, choć zachodzącym w znacznie wyższej temperaturze: zbyt lotna, aby skondensować na powierzchni, wzniosła się w postaci gazowej do wyższych, chłodniejszych warstw atmosfery, skąd następnie spadła w postaci opadu atmosferycznego. Natura tej substancji nie jest pewna, do możliwych kandydatów należą pierwiastkowy tellur i siarczek ołowiu (galena).
Chmury Wenus czasami wytwarzają pioruny. Wykrycie ich przez sondy Wenera budziło kontrowersje. Dopiero w latach 2006–2007 sonda Venus Express wyraźnie potwierdziła istnienie charakterystycznych fal elektromagnetycznych, wytwarzanych przez błyskawice. Ich okresowy charakter wskazuje na związek z aktywnością pogodową. Częstość uderzeń piorunów na Wenus jest o połowę mniejsza niż na Ziemi. W 2007 sonda Venus Express odkryła także istnienie potężnego podwójnego wiru atmosferycznego na biegunie południowym.

### Pole magnetyczne i jądro
W 1980 roku orbiter Pioneer Venus odkrył, że pole magnetyczne Wenus jest znacznie słabsze niż na Ziemi. Jest ono generowane przez oddziaływanie między jonosferą a wiatrem słonecznym, a nie przez wewnętrzne dynamo w jądrze planety, tak jak w przypadku Ziemi. Magnetosfera Wenus w małym stopniu chroni atmosferę przed promieniowaniem kosmicznym. Promieniowanie to może jonizować cząstki atmosfery i prowadzić do wyładowań między chmurami.
Brak wewnętrznego pola magnetycznego Wenus był zaskoczeniem, ponieważ jest ona podobna do Ziemi pod względem wielkości i oczekiwano, że w jej jądrze może również działać dynamo magnetohydrodynamiczne. Wymaga ono przewodnictwa elektrycznego cieczy, jej obrotu i konwekcji. Sądzi się, że materia tworząca jądro jest przewodząca i choć jej obroty są często uznawane za zbyt powolne, symulacje pokazują, że wystarczałyby one do wzbudzenia dynama. Oznacza to, że brak wewnętrznego pola magnetycznego jest skutkiem braku konwekcji w jądrze Wenus. W ciekłym jądrze zewnętrznym Ziemi występuje konwekcja, ponieważ dolna warstwa cieczy jest znacznie gorętsza od górnej. Na Wenus między epizodami globalnego odnowienia powierzchni nie zachodzą ruchy skorupy; przepływ ciepła przez nią jest mały, a to powoduje wzrost temperatury płaszcza. W efekcie zmniejsza się gradient ciepła w jądrze, co uniemożliwia konwekcję i generację pola magnetycznego.
Wenus nie ma stałego jądra wewnętrznego lub jej jądro obecnie się nie ochładza, w związku z czym ciekła część jądra ma w przybliżeniu jednolitą temperaturę. Inną możliwością jest całkowite zestalenie jądra. Stan jądra zależy silnie od stężenia siarki, a ono nie jest znane.

## Orbita i rotacja

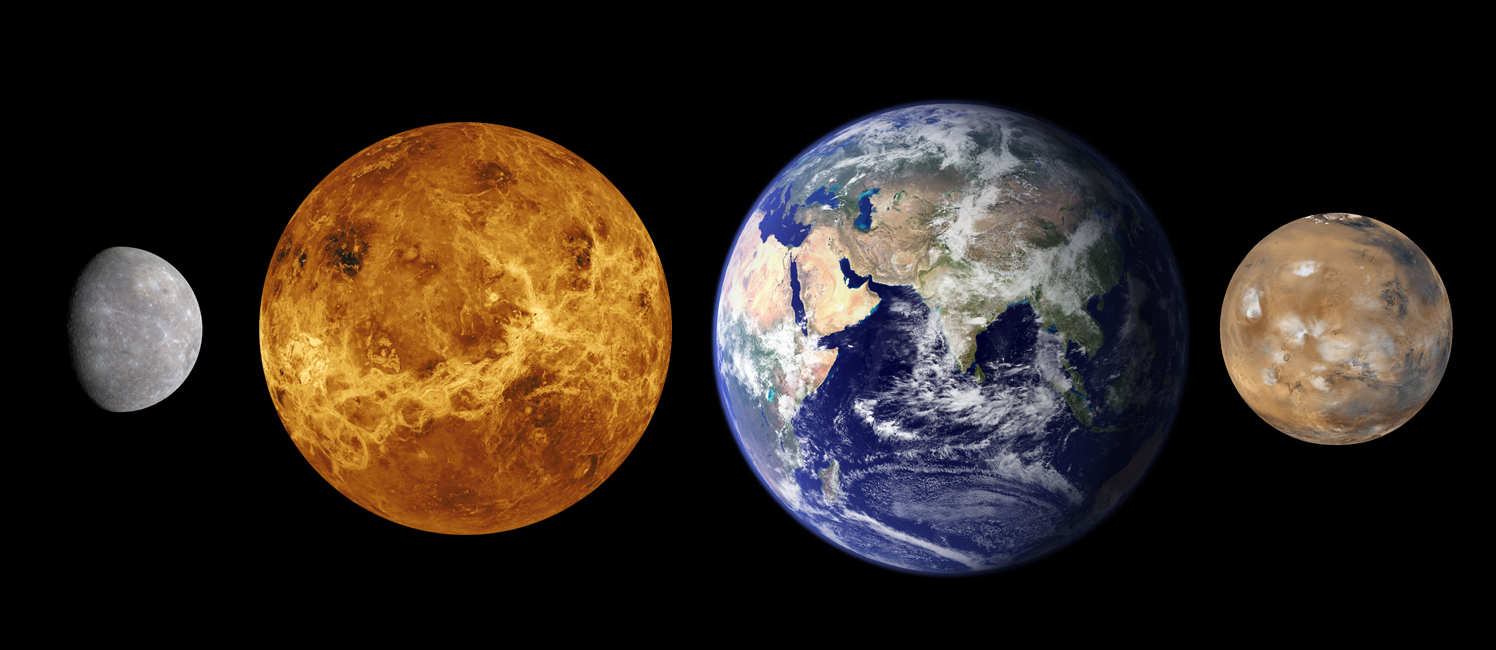
Porównanie wielkości planet skalistych (od lewej do prawej): Merkury, Wenus, Ziemia i Mars

Wenus obiega Słońce w średniej odległości około 108 mln kilometrów (około 0,7 j.a.), a jej okres obiegu to 224,65 dni. Wszystkie orbity planet są eliptyczne, orbita Wenus jest najbardziej zbliżona do kołowej, jej mimośród jest mniejszy niż 0,01. Kiedy Wenus znajduje się między Ziemią a Słońcem, w położeniu znanym jako złączenie dolne, jest planetą najbliższą Ziemi, odległą średnio o 41 mln km; planeta osiąga to położenie średnio co 584 dni (synodyczny okres obiegu). Z powodu malejącego mimośrodu orbity Ziemi minimalna odległość będzie rosła. Od roku 1 do 5383 naszej ery zajdzie łącznie 526 zbliżeń na odległość mniejszą niż 40 mln km, przez następne ok. 60 200 lat żadne nie będzie tak bliskie. W okresach większej ekscentryczności Wenus może zbliżyć się na odległość 38,2 miliona kilometrów.
Oglądane sponad płaszczyzny ekliptyki, od strony północnego bieguna Słońca, wszystkie planety krążą w kierunku przeciwnym do ruchu wskazówek zegara (w lewo), większość planet również obraca się wokół osi w lewo, jednak Wenus i Uran obracają się w prawo. Obecny okres obrotu Wenus reprezentuje stan równowagi między pływami wywoływanymi przez grawitację Słońca, które spowalniają obrót a pływami w atmosferze, wywoływanymi jej ogrzewaniem przez promienie słoneczne, przyspieszającymi obrót. Po powstaniu Wenus w mgławicy przedsłonecznej, jej okres obrotu i nachylenie mogły być zupełnie inne, a obecny stan wynika z chaotycznych zmian spowodowanych zaburzeniami wywoływanymi przez inne planety i pływami w jej gęstej atmosferze. Zmiana okresu rotacji prawdopodobnie zachodziła na przestrzeni miliardów lat.
Wenus obraca się w ciągu 243 dób ziemskich; jest to najdłuższy okres obrotu spośród wszystkich planet Układu Słonecznego. Na równiku powierzchnia Wenus obraca się z prędkością liniową 6,5 km/h (dla porównania prędkość ta dla Ziemi wynosi 1670 km/h). Na Wenus doba gwiazdowa trwa dłużej (243 doby ziemskie) niż okres obiegu dookoła Słońca, czyli wenusjański rok (224,65 doby ziemskiej) – jednak z powodu rotacji wstecznej długość doby słonecznej jest znacznie mniejsza niż doby gwiazdowej. Dla obserwatora na powierzchni Wenus między kolejnymi wschodami Słońca mija 116,75 dnia ziemskiego (doba słoneczna Wenus jest krótsza niż 176-dniowa doba słoneczna Merkurego), przy czym Słońce wstaje na „zachodzie” i zachodzi na „wschodzie”. W wyniku stosunkowo długich dób słonecznych rok na Wenus trwa 1,92 wenusjańskiej doby.
584-dniowy średni czas między kolejnymi zbliżeniami do Ziemi jest niemal dokładnie równy pięciu wenusjańskim dobom słonecznym. Nie wiadomo, czy to przypadek, czy wynik oddziaływania pływowego między planetami.
Wenus nie ma obecnie naturalnego satelity, choć planetoida 2002 VE68 utrzymuje quasi-satelitarną relację z planetą. W XVII wieku kilku astronomów, w tym Giovanni Cassini, ogłosiło, że udało się im zaobserwować księżyc Wenus; przez następne 200 lat zgłaszano podobne obserwacje. Większość z nich można wyjaśnić pomyleniem pobliskiej gwiazdy z księżycem.
Według Alex Alemi i Davida Stevensona z Kalifornijskiego Instytutu Technicznego, badania modeli Układu Słonecznego z 2006 wskazują, że jest bardzo prawdopodobne, że miliardy lat temu Wenus miała przynajmniej jeden księżyc, utworzony przez ogromne zderzenie. Około 10 mln lat później, według tych badań, inne uderzenie mogło przyczynić się do odwrócenia kierunku obrotu planety. Oddziaływanie pływowe spowodowało, że księżyc Wenus stopniowo obniżał orbitę, aż do uderzenia i połączenia się z Wenus. Jeśli później uderzenia stworzyły inne księżyce, także one zostały wchłonięte w ten sposób. Alternatywnym wyjaśnieniem braku satelitów są silne pływy słoneczne, które mogą destabilizować orbity dużych satelitów krążących wokół planet wewnętrznych.

## Obserwacja

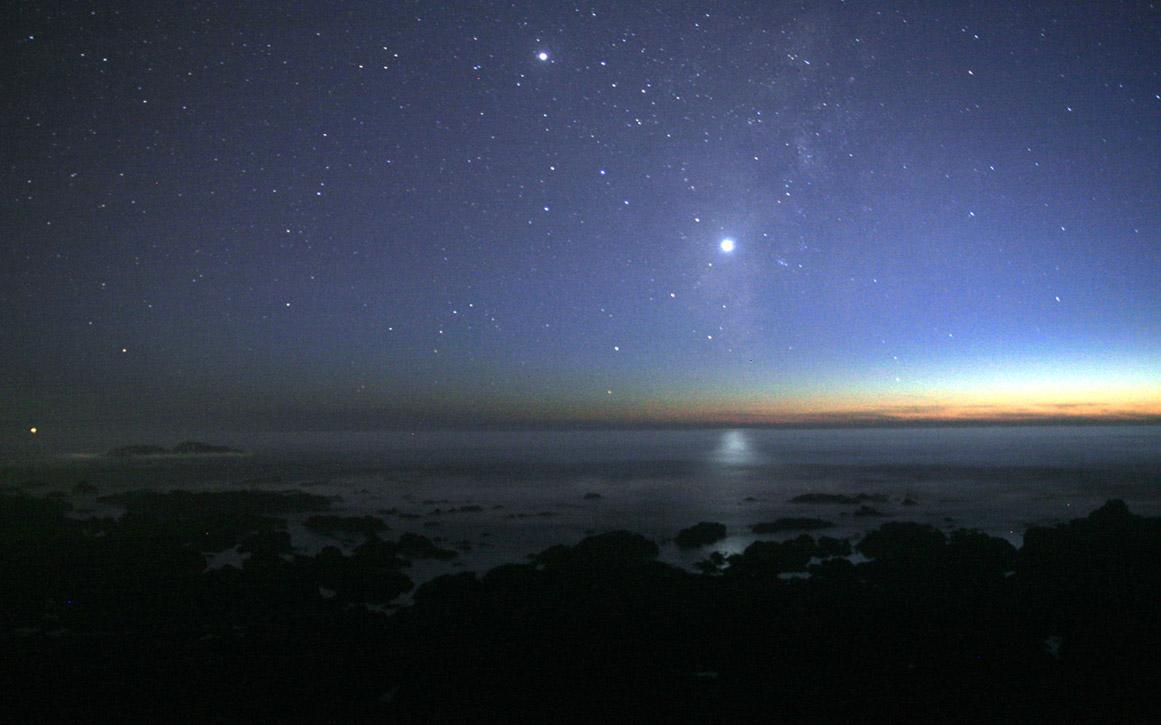
Wenus jest zawsze jaśniejsza od najjaśniejszych (prócz Słońca) gwiazd

Na nocnym niebie Wenus zawsze świeci jaśniej od najjaśniejszych gwiazd. Jej obserwowana wielkość gwiazdowa zmienia się od −3,8 do −4,6m. Jest wystarczająco jasna, by obserwować ją nawet w środku dnia i może być łatwo zauważona, gdy Słońce jest nisko nad horyzontem. Jest planetą dolną i nigdy nie oddala się od Słońca na więcej niż około 47°.
Wenus „dogania” Ziemię na orbicie wokół Słońca co 584 dni. Zmienia się wtedy z „gwiazdy wieczornej” widocznej po zachodzie Słońca, w „gwiazdę poranną” widoczną przed wschodem. O ile Merkury, druga planeta dolna, ma maksymalną elongację (odchylenie od Słońca) około 28° i jego obserwacja jest przez to utrudniona, Wenus jest bardzo łatwo zauważalna. Jej duża maksymalna elongacja powoduje, że jest widoczna długo po zachodzie Słońca.
Ze względu na dużą jasność i położenie nisko nad horyzontem, które sprzyja powstawaniu anomalii optycznych, Wenus jest najczęściej zgłaszanym obiektem naturalnym mylonym z UFO.

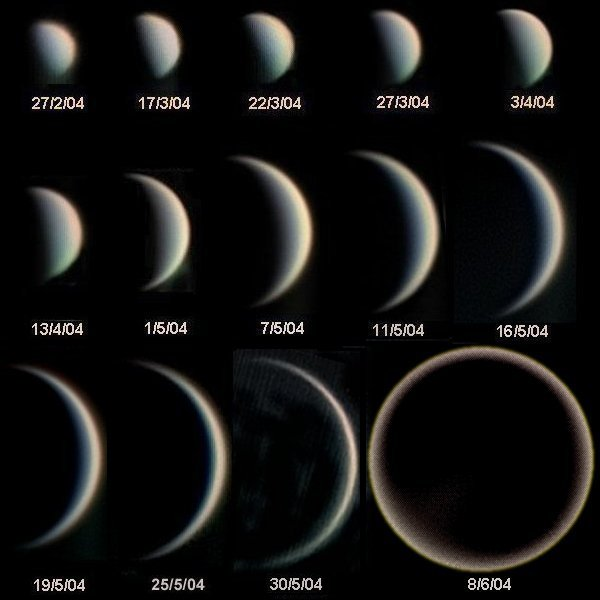
Fazy Wenus i zmiany jej obserwowanej średnicy

Obserwując Wenus w czasie jej obiegu wokół Słońca, można dostrzec, że przechodzi ona przez kolejne fazy, podobnie jak Księżyc. Osiąga „pełnię”, gdy jest po przeciwnej stronie Słońca niż Ziemia; ma wtedy najmniejszą obserwowaną średnicę. Jej jasność następnie rośnie i osiąga maksimum w „kwadrze”, gdy jej elongacja jest największa. Później zamienia się w coraz węższy „rogal”, jednocześnie zwiększając swoje obserwowalne rozmiary. Gdy znajduje się między Ziemią a Słońcem, jest w „nowiu”. Dzięki istnieniu atmosfery, w teleskopach jest wówczas widoczny jasny pierścień rozproszonego w niej światła.

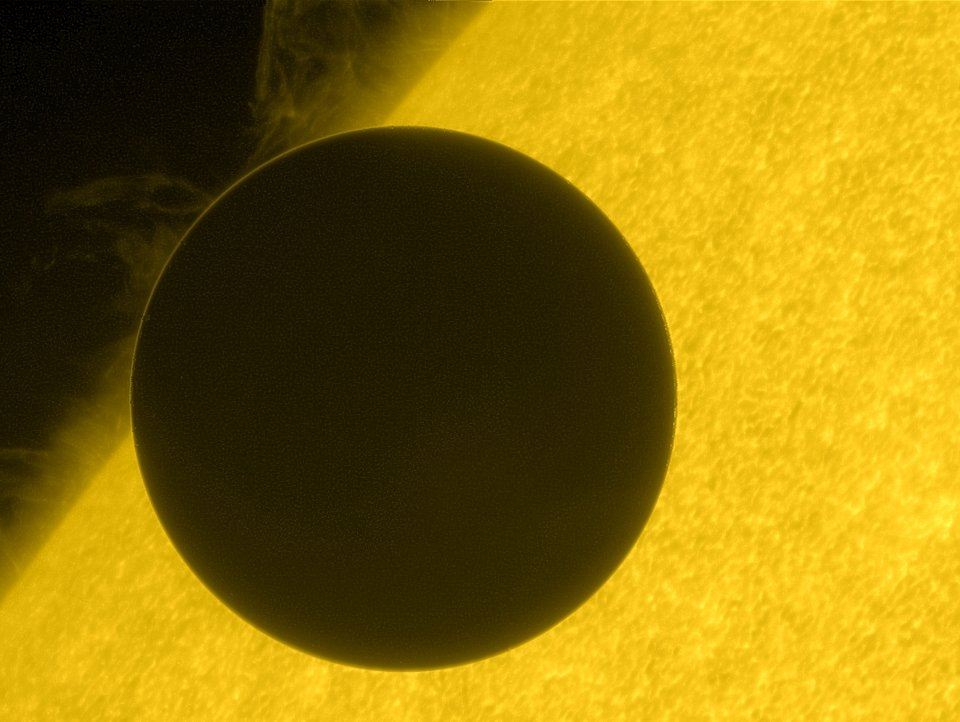
Tranzyt Wenus w 2012 roku, sfotografowany przez japońską sondę Hinode

Orbita Wenus jest lekko nachylona w stosunku do ziemskiej, dlatego gdy przechodzi ona między naszą planetą a Słońcem, zwykle nie przesłania jego tarczy. Przejście Wenus na tle tarczy Słońca (tranzyt Wenus) ma miejsce, gdy jej koniunkcja ze Słońcem wypada w momencie przejścia przez płaszczyznę orbity Ziemi. Takie tranzyty powtarzają się w cyklach trwających 243 lata. W trakcie każdego cyklu są cztery tranzyty, w odstępach 121,5, 8, 105,5 i 8 lat. Ostatnie dwa tranzyty nastąpiły 8 czerwca 2004 i 6 czerwca 2012. Poprzednie dwa tranzyty nastąpiły w grudniu 1874 i grudniu 1882. Kolejne dwa nastąpią w grudniu 2117 i grudniu 2125. Tranzyty Wenus miały duże znaczenie astronomiczne, ponieważ pozwoliły określić odległość Ziemi od Słońca, a tym samym rozmiary całego Układu Słonecznego. Dotarcie przez Jamesa Cooka do wschodniego wybrzeża Australii w 1771 było konsekwencją wyprawy na Tahiti, podjętej w 1768 roku w celu obserwacji tranzytu Wenus.
Jedną z niewyjaśnionych zagadek dotyczących tej planety jest tak zwane światło popielate Wenus – słaby poblask nieoświetlonej strony Wenus, który był dostrzegany w czasie jej kwadr. Pierwsza obserwacja tego światła nastąpiła w 1643 roku, ale do tej pory zjawisko nie zostało wiarygodnie potwierdzone. Część obserwatorów podejrzewa, że jego źródłem mogą być wyładowania w atmosferze Wenus lub rozproszenie światła w atmosferze, ale może to być również złudzenie optyczne, wywoływane przez obserwację bardzo jasnego „półksiężyca” planety.

## Badania

### Wczesne obserwacje

Odkryte przez Galileusza fazy Wenus dowiodły, że krąży ona wokół Słońca, a nie Ziemi

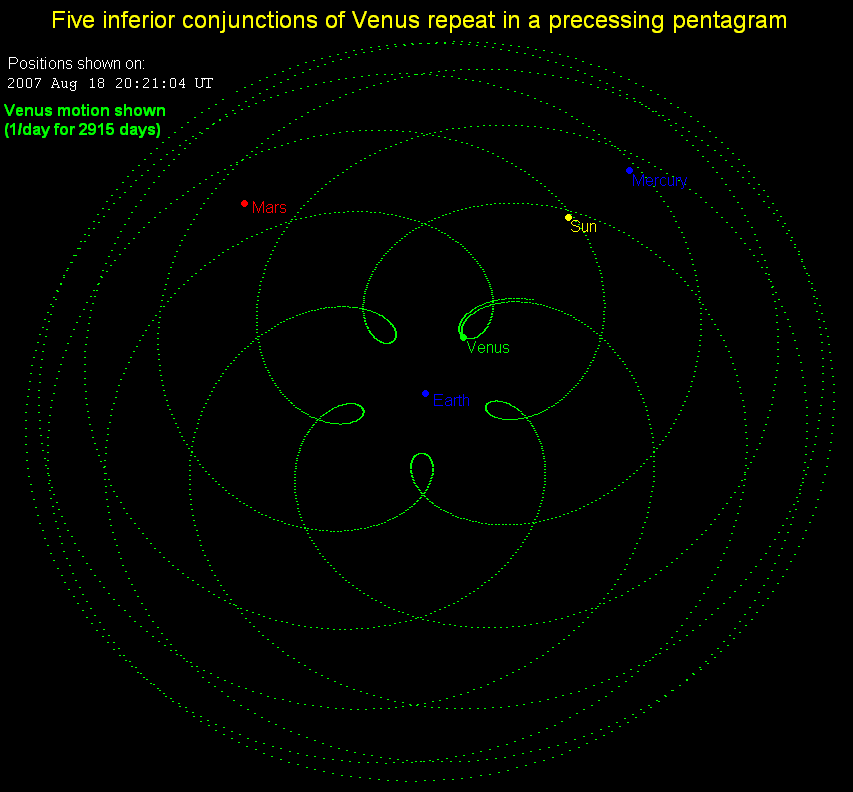
Kolejne koniunkcje Wenus ze Słońcem następują w przybliżeniu 13 razy na 8 lat ziemskich (ruch Wenus i Ziemi jest bliski rezonansu 13:8); z tego powodu wykres jej położenia na niebie ma pięciokątną symetrię

Wenus była znana antycznym cywilizacjom jako „gwiazda poranna” lub „gwiazda wieczorna”. Kilka historycznych kultur uważało jednak, że są to dwa osobne obiekty. Stwierdzenie, że jest to ten sam obiekt zwykle przypisuje się Pitagorasowi w VI wieku p.n.e. Uznawał on jednak, że krąży ona wokół Ziemi.
Przejście Wenus na tle tarczy Słońca jako pierwszy zaobserwował perski astronom Awicenna w 1032 roku. Wywnioskował z tego, że Wenus jest bliżej Ziemi niż Słońce. W XII wieku astronom Ibn Bajjah z Andaluzji obserwował „dwie planety jako czarne plamy na tarczy Słońca”. W XIII wieku astronom Qotb al-Din Shirazi zinterpretował to jako obserwacje tranzytów Wenus i Merkurego.
Na początku XVII wieku Galileusz, obserwując Wenus przez teleskop, odkrył, że przechodzi ona przez fazy podobnie jak Księżyc, od pełni do nowiu i z powrotem. Kiedy Wenus znajduje się najdalej od Słońca na niebie, jest widoczna jako półkole, a gdy najbliżej, jako wąski rogal lub prawie pełne koło. Jest to możliwe jedynie jeśli Wenus krąży wokół Słońca; ta obserwacja była jedną z pierwszych, które całkowicie przeczyły geocentrycznemu systemowi Ptolemeusza.
Atmosfera Wenus została odkryta w 1761 przez Michaiła Łomonosowa. W 1790 roku obserwował ją niemiecki astronom Johann Schröter. Odkrył, że gdy widoczny jest wąski rogal Wenus, rogi tego rogala obejmują nieco więcej niż 180°. Prawidłowo odgadł, że przyczyną jest rozpraszanie światła w gęstej atmosferze Wenus. Pod koniec XIX wieku, amerykański astronom Chester Smith Lyman zaobserwował pełny okrąg wokół ciemnej strony Wenus w czasie jej koniunkcji ze Słońcem, dostarczając dalszych dowodów jej istnienia. Obecność atmosfery utrudniała określenie okresu obrotu Wenus. Na podstawie obserwacji widocznych szczegółów jej tarczy Schröter i włoski astronom Giovanni Cassini nieprawidłowo oszacowali ten czas na około 24 godziny.

### Obserwacje naziemne w XX wieku
Do XX wieku nie nastąpił wyraźny postęp w badaniach Wenus. Gęsta atmosfera uniemożliwia obserwację powierzchni, a jej tarcza w świetle widzialnym jest jednorodna. Dopiero zastosowanie spektroskopii, obserwacji radarowych i w nadfiolecie pozwoliło zaobserwować szczegóły. W 1920 roku amerykański astronom Frank Elmore Ross przeprowadził obserwacje Wenus w nadfiolecie i odkrył, że można w ten sposób dostrzec szczegóły niewidoczne w zakresie widzialnym i podczerwieni. Podejrzewał, że przyczyną jest bardzo gęsta dolna atmosfera Wenus i chmury pierzaste powyżej niej.
Obserwacje spektroskopowe przeprowadzone w pierwszych latach XX wieku dostarczyły pierwszych danych o szybkości obrotu planety. Vesto Slipher próbował zmierzyć przesunięcie Dopplera w świetle Wenus, ale nie wykrył żadnego. Wywnioskował, że Wenus obraca się o wiele wolniej niż wcześniej sądzono. Późniejsze obserwacje z lat 50. XX wieku wykazały, że obraca się ona ruchem wstecznym. Obserwacje radarowe powierzchni Wenus przeprowadzone w latach 60. pozwoliły dokładnie określić prędkość rotacji.
W latach 70. XX wieku za pomocą radaru określono pierwsze szczegóły powierzchni Wenus. Impulsy radiowe wysyłane z Obserwatorium Arecibo w kierunku Wenus, po odbiciu od jej powierzchni, ujawniły dwa silnie odbijające obszary, nazwane Alfa i Beta Regio. Wykryły też jasny region sugerujący istnienie gór, które nazwano Maxwell Montes.

## Eksploracja

### Pierwsze misje

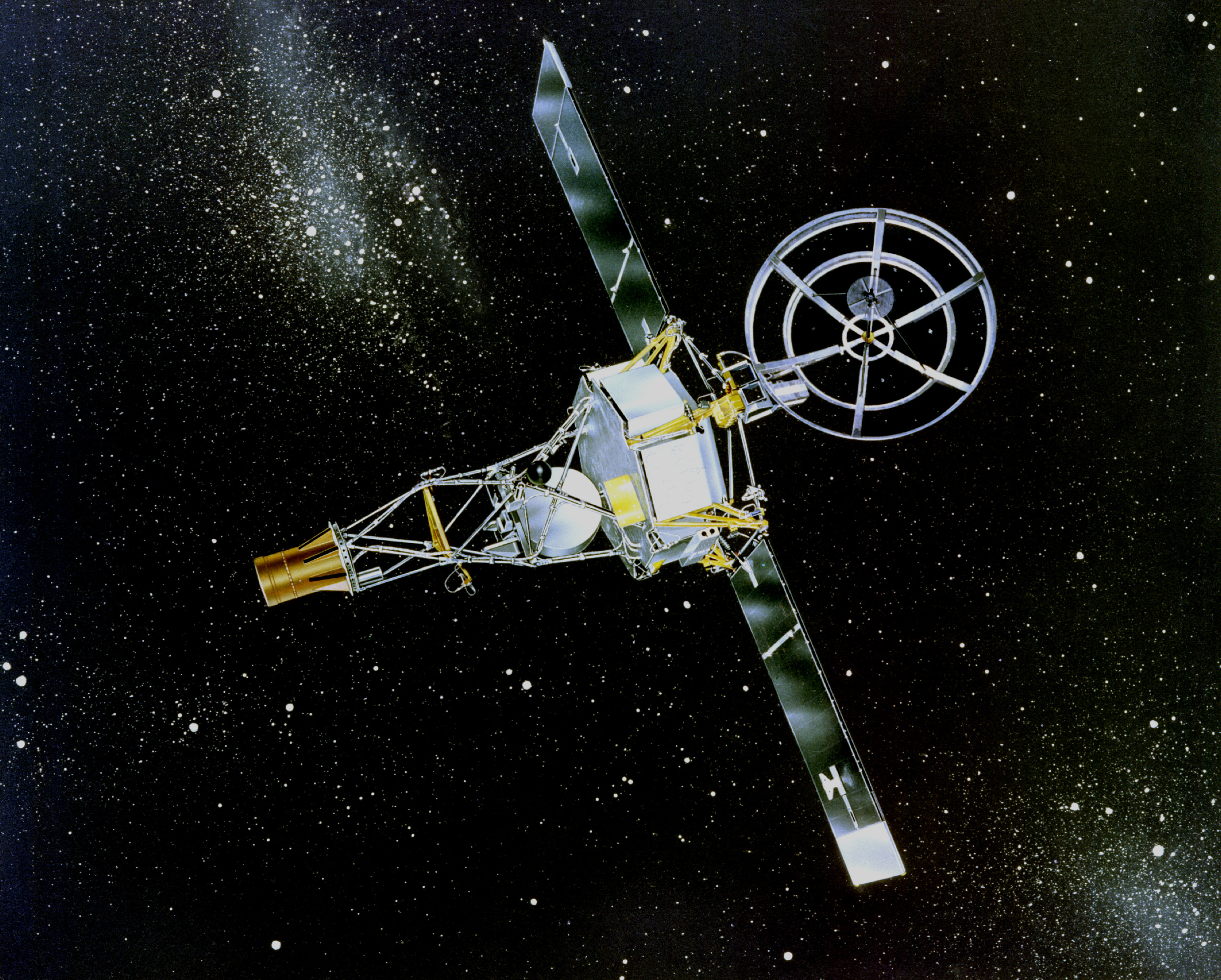
Mariner 2 wystrzelony w 1962 roku

Pierwszą sondą kosmiczną wysłaną na Wenus była radziecka sonda Wenera 1, wysłana 12 lutego 1961 w ramach programu Wenera. Miała ona dotrzeć do Wenus po trajektorii kolizyjnej, jednak kontakt z nią urwał się 7 dni po starcie, w odległości 2 mln kilometrów od Ziemi. Szacuje się, że minęła Wenus w odległości 100 tys. km w połowie maja 1961.
Równocześnie amerykański program Mariner również rozpoczął się fiaskiem pierwszej misji. Sonda Mariner 1 uległa zniszczeniu w pierwszych minutach po starcie, 22 lipca 1962. Druga sonda Mariner 2, wysłana 27 sierpnia 1962, dotarła zgodnie z planem w okolice Wenus po 109 dniach lotu i przeleciała 34 833 km nad jej atmosferą, wykonując w ten sposób pierwszą w historii udaną misję międzyplanetarną. Badając jej powierzchnię za pomocą radiometrów mikrofalowych i podczerwonych odkryła, że choć chmury nad Wenus są chłodne, jej powierzchnia ma temperaturę co najmniej 425 °C. Ten pomiar ostatecznie rozwiał nadzieje na znalezienie na powierzchni Wenus życia. Badania przeprowadzone przez sondę Mariner 2 pozwoliły oprócz tego precyzyjniej określić masę Wenus i wielkość jednostki astronomicznej. Sonda nie wykryła jednak pola magnetycznego ani pasów radiacyjnych wokół planety.

### Wejścia w atmosferę
Radziecka sonda kosmiczna Wenera 3 dotarła do powierzchni Wenus 1 marca 1966. Był to pierwszy obiekt stworzony przez człowieka, który wszedł w atmosferę innej planety i osiągnął jej powierzchnię. System komunikacyjny jednak zawiódł i sonda nie przekazała na Ziemię żadnych danych. Kolejną sondą była Wenera 4, która 18 października 1967 weszła w atmosferę i wykonała serię pomiarów. Zmierzyła, że temperatura powierzchni jest nawet wyższa niż ta określona przez Marinera 2 – około 500 °C, oraz że atmosfera składa się w 90–95% z CO
2. Atmosfera Wenus okazała się gęstsza niż zakładali twórcy sondy i opadanie Wenery 4 na spadochronach trwało tak długo, że jej baterie wyczerpały się, nim dotarła do powierzchni. Po 93 minutach opadania zamilkła na wysokości 24,96 km, gdzie ciśnienie wynosiło 18 barów.
Kolejna sonda przybyła na Wenus dzień później, 19 października 1967. Była to sonda Mariner 5, która przeleciała w odległości mniejszej niż 4000 km od powierzchni. Mariner 5 został wybudowany jako sonda rezerwowa dla misji Mariner 4 przeznaczonej do badania Marsa. Ponieważ misja Mariner 4 się powiodła, zapasową sondę przebudowano i wysłano na Wenus. Zestaw instrumentów był bardziej czuły niż na sondzie Mariner 2. W szczególności badanie rozpraszania fal radiowych pozwoliło uzyskać dane dotyczące składu, ciśnienia i gęstości atmosfery Wenus. Dane z sond Wenera 4 i Mariner 5 były wspólnie badane przez radziecko-amerykański zespół naukowy przez kolejny rok. Był to jeden z pierwszych przykładów współpracy międzynarodowej w badaniach kosmosu.
Uwzględniając dane zebrane w poprzednich misjach, ZSRR wysłał sondy Wenera 5 i Wenera 6, w odstępie pięciu dni w styczniu 1969. Dotarły do Wenus w odstępie jednego dnia w maju tego samego roku. Miały wzmocnioną konstrukcję, pozwalającą wytrzymać ciśnienie 25 barów, oraz mniejsze spadochrony, aby umożliwić szybsze opadanie. Ponieważ modele atmosfery Wenus zakładały, że ciśnienie na jej powierzchni wynosi 75-100 barów, nie przewidywano, że dotrą do powierzchni. Po przeprowadzeniu serii pomiarów przez około 50 minut, obie zostały zmiażdżone na wysokości około 20 km i spadły na powierzchnię Wenus po jej nocnej stronie.

### Badania powierzchni i atmosfery
Sondę Wenera 7 wysłano w celu zebrania danych z powierzchni planety. W tym celu zbudowano ją ze wzmocnionych modułów, mogących wytrzymać ciśnienie 180 barów. Kapsuła lądownika została wstępnie schłodzona przed wejściem w atmosferę i wyposażona w specjalnie refowany spadochron, umożliwiający szybkie zejście, trwające 35 minut. Sonda weszła w atmosferę 15 grudnia 1970. Prawdopodobnie z powodu częściowo porwanego spadochronu, uderzyła w powierzchnię z dużą prędkością i uległa uszkodzeniu. Wysłała jednak słaby sygnał, przekazując przez 23 minuty dane dotyczące temperatury, pierwsze dane telemetryczne z powierzchni innej planety.

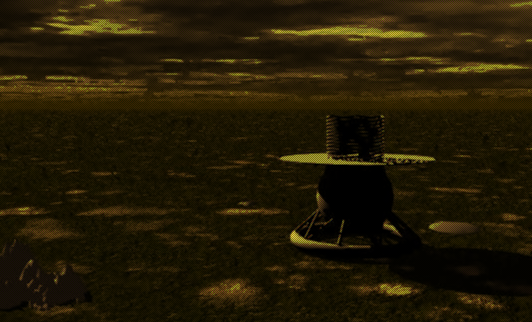
Artystyczne wyobrażenie sondy Wenera 9 na powierzchni planety

Kolejna sonda Wenera 8 wysyłała dane przez 50 minut, a sondy Wenera 9 oraz Wenera 10 przekazały pierwsze zdjęcia powierzchni Wenus. Sondy pokazały dwa zupełnie różne krajobrazy. Wenera 9 osiadła na stoku o nachyleniu 20 stopni, usianym kamieniami o rozmiarach 30–40 cm. Wenera 10 osiadła na bazaltowych płytach, pokrytych zwietrzałym materiałem.

W międzyczasie Stany Zjednoczone wysłały sondę Mariner 10, która wykorzystała asystę grawitacyjną Wenus w swoim locie do Merkurego. 5 lutego 1974 r. Mariner 10 przeleciał w odległości 5790 km od Wenus i wykonał ponad 4000 fotografii. Fotografie, choć najlepsze do tej pory uzyskane, w świetle widzialnym nie zawierały praktycznie żadnych szczegółów. W nadfiolecie ujawniły jednak wiele nieznanych wcześniej szczegółów jej atmosfery. 

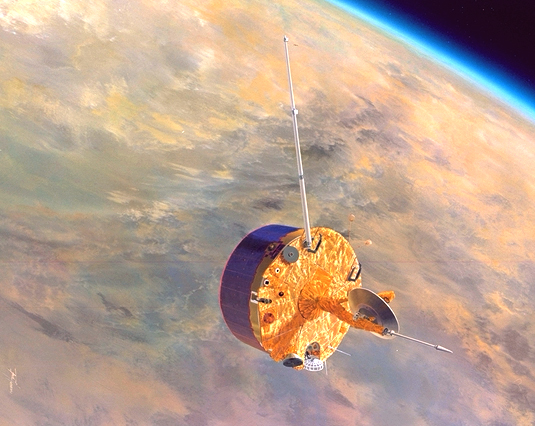
Orbiter Pioneer Venus 1 krążący wokół Wenus

Kolejny projekt USA, Pioneer Venus, zawierał w sobie dwie oddzielne misje. Pierwszą był orbiter Pioneer Venus 1, który został wprowadzony na eliptyczną orbitę wokół Wenus 4 grudnia 1978 i pozostał na niej przez ponad trzynaście lat, wykonując radarowe mapy powierzchni i badając atmosferę. Drugą była sonda Pioneer Venus 2, która dostarczyła na Wenus cztery mniejsze próbniki, które weszły w atmosferę 9 grudnia 1978 i zebrały dane o jej składzie chemicznym, wietrze i przepływach ciepła.
W ciągu następnych czterech lat ZSRR wysłał na Wenus cztery kolejne sondy. Wenera 11 i Wenera 12 wykryły burze w atmosferze Wenus. Wenera 13 i Wenera 14 wylądowały na jej powierzchni 1 i 5 marca 1982 i wykonały pierwsze kolorowe zdjęcia jej powierzchni. Wszystkie cztery sondy miały spadochrony, które otwierały dopiero na wysokości 50 km, aby wyhamować w gęstych niższych warstwach atmosfery. Wenera 13 i 14 zbadały próbki gleby przy pomocy promieniowania rentgenowskiego i spektrometru, oraz przeprowadziły próby pomiaru ściśliwości gruntu. Ostatnimi sondami programu Wenera były sondy Wenera 15 i Wenera 16. Zostały one umieszczone na orbicie Wenus w październiku 1983 i wykonały mapy jej powierzchni za pomocą radarów z syntetyczną aperturą.
W 1985 roku Związek Radziecki kontynuował badania Wenus w ramach programu Wega. Przejście komety Halleya przez wewnętrzne obszary Układu Słonecznego dało okazję stworzenia misji do zbadania obu obiektów. W drodze do komety Halleya, statki kosmiczne Wega 1 i Wega 2 wypuściły w kierunku Wenus sondy identyczne z wcześniejszymi lądownikami Wenera, wyposażone w balony, które miały utrzymywać urządzenia pomiarowe w górnych partiach jej atmosfery. 11 i 15 czerwca 1985 na powierzchnię planety opadły lądowniki obu sond, natomiast balony zawisły na wysokości około 53 km i oba transmitowały dane przez około 46 godzin, zanim wyczerpały się ich baterie. Zebrane dane ujawniły o wiele intensywniejsze wiatry pionowe niż wcześniej oczekiwano.

### Mapy radarowe

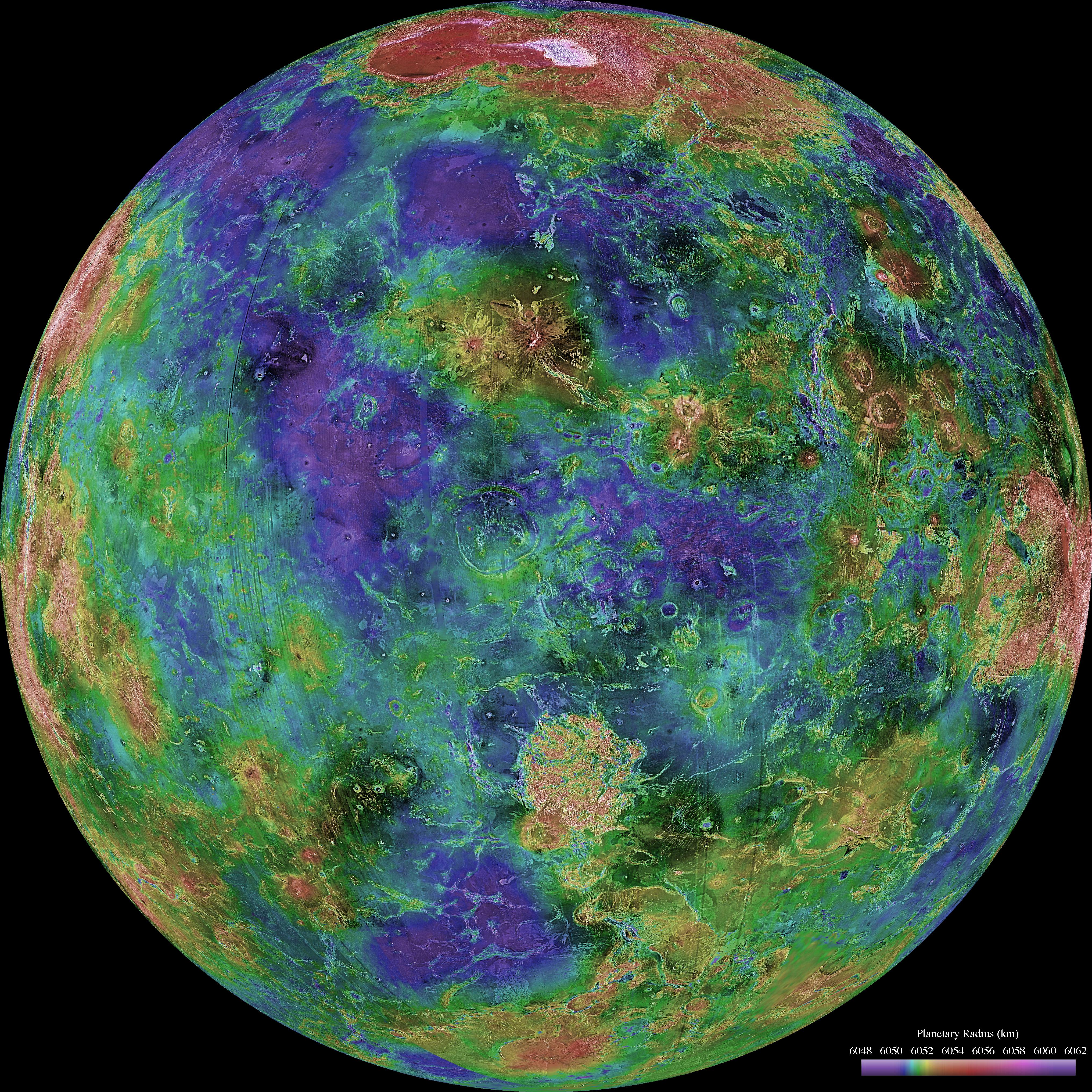
Mapa radarowa powierzchni Wenus wykonana przez sondę Magellan

Amerykańska sonda Magellan 4 maja 1989 rozpoczęła misję z zadaniem wykonania map powierzchni przy pomocy radaru. Podczas trwającej ponad cztery lata pracy uzyskała ona obrazy o wysokiej rozdzielczości, znacznie przewyższającej wszystkie poprzednie mapy i porównywalne do zdjęć innych planet w świetle widzialnym. Pomiary Magellana obejmują mapy radarowe ponad 98% powierzchni Wenus i w 95% dokumentują jej pole grawitacyjne. W 1994 roku Magellan został celowo wysłany w atmosferę Wenus i zniszczony celem określenia jej gęstości. Wenus była też obserwowana przez sondy Galileo i Cassini podczas przelotów w trakcie ich podróży do planet zewnętrznych Układu Słonecznego, ale poza tymi obserwacjami, po zakończeniu misji Magellana badania kosmiczne Wenus zostały wstrzymane na ponad dziesięć lat.

### Obserwacje atmosfery
Sonda Venus Express, zaprojektowana i zbudowana przez Europejską Agencję Kosmiczną, została wyniesiona przez rosyjską rakietę Sojuz-FG/Fregat 9 listopada 2005. 11 kwietnia 2006 weszła ona na orbitę okołobiegunową wokół Wenus. Sonda prowadziła szczegółowe badania chmur i atmosfery, oraz właściwości jej powierzchni, w szczególności temperatury. Do jej zadań należało także sporządzenie mapy rozkładu plazmy wokół planety. Misja zaplanowana początkowo na 500 dni ziemskich, czyli około dwa lata wenusjańskie, została przedłużona do początku 2015 roku. Jednym z pierwszych jej rezultatów było odkrycie potężnego podwójnego wiru atmosferycznego istniejącego nad południowym biegunem planety. Sonda dostarczyła także dowodów na niedawną aktywność wulkaniczną na Wenus, stwierdzając istnienie potoków lawowych, których wiek szacuje się na nie więcej niż 2,5 miliona lat.
Sonda MESSENGER, wysłana przez NASA, podczas lotu na Merkurego wykonała dwa przeloty koło Wenus, w październiku 2006 i czerwcu 2007, wykonując przy tym obserwacje planety. Podobnie sonda BepiColombo Europejskiej Agencji Kosmicznej w drodze do Merkurego wykonała przelot koło Wenus w 2020 i ma wykonać następny w 2021 roku.
Sondą przeznaczoną bezpośrednio do badań Wenus jest sonda Akatsuki, stworzona przez Japońską Agencję Kosmiczną (JAXA), która została wystrzelona 20 maja 2010 r. Z powodu awarii silnika wejście na orbitę w grudniu 2010 nie powiodło się, ale kontakt z sondą nie został utracony i po pięciu latach okrążania Słońca, 7 grudnia 2015, Akatsuki wszedł na orbitę wokół planety.

### Przyszłe i rozważane misje

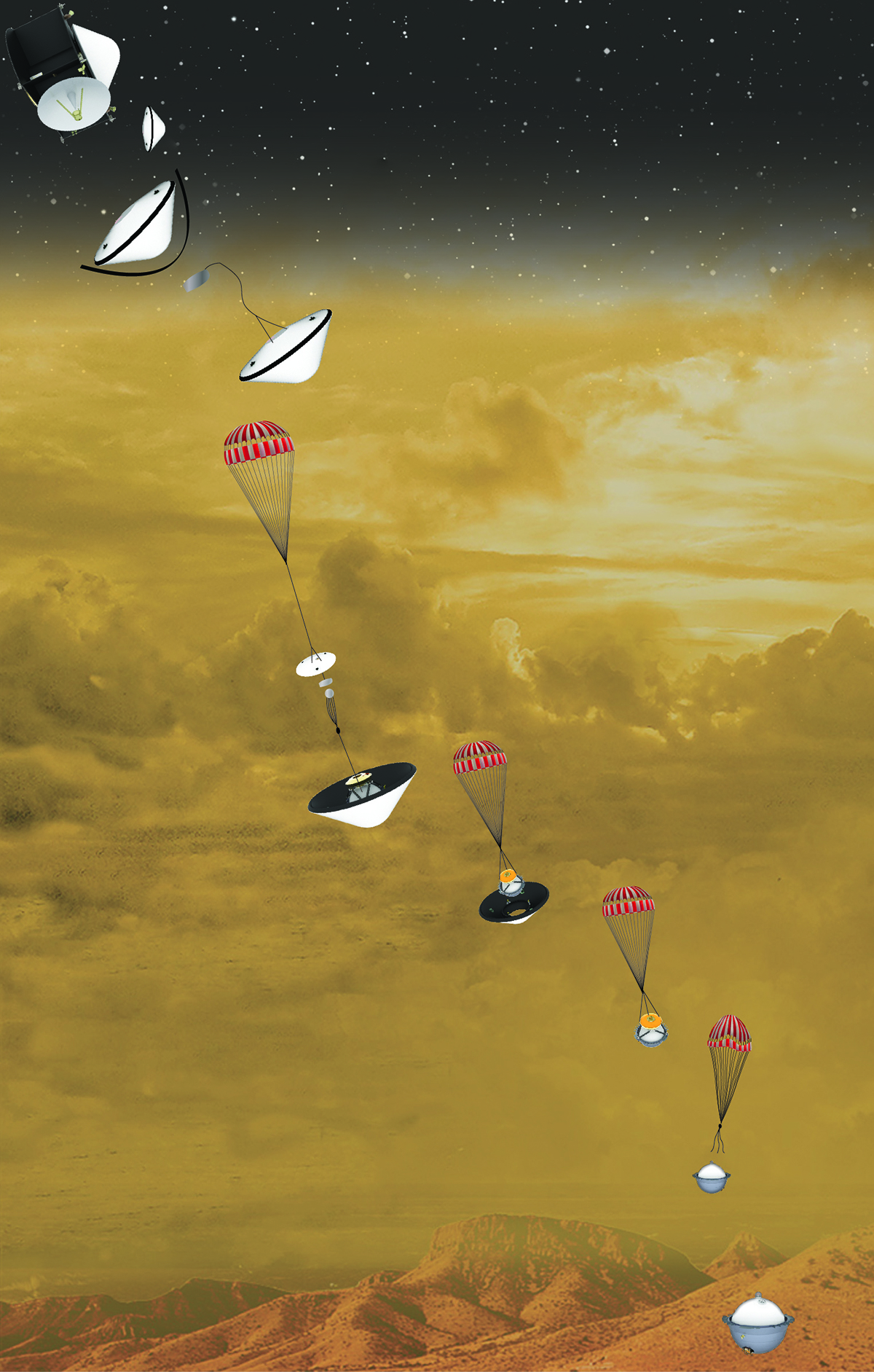
Schemat przebiegu misji DAVINCI+

W czerwcu 2021 roku agencja NASA ogłosiła wybór dwóch misji do Wenus w ramach programu Discovery. Sonda DAVINCI+ ma być próbnikiem atmosferycznym, który szczegółowo przeanalizuje skład atmosfery planety i wykona zdjęcia powierzchni. Orbiter VERITAS będzie obserwował planetę i wykona nowe, szczegółowe mapy radarowe, w szczególności koncentrując się na obszarach potencjalnej aktywności. Sondy mają wyruszyć do Wenus w latach 2028–2030. W tym samym miesiącu ESA zapowiedziała, że na początku lat 2030. wyśle do Wenus orbiter EnVision z wszechstronną misją badania atmosfery, obserwacji powierzchni i badania budowy geologicznej.
Rosyjska agencja Roskosmos ma w planach wysłanie sondy Wenera-D, która ma obserwować planetę z orbity i wypuścić lądownik zdolny przetrwać dłuższy czas na powierzchni. Termin wysłania tej misji był już wielokrotnie przesuwany; możliwe jest wysłanie sondy w 2029 roku.

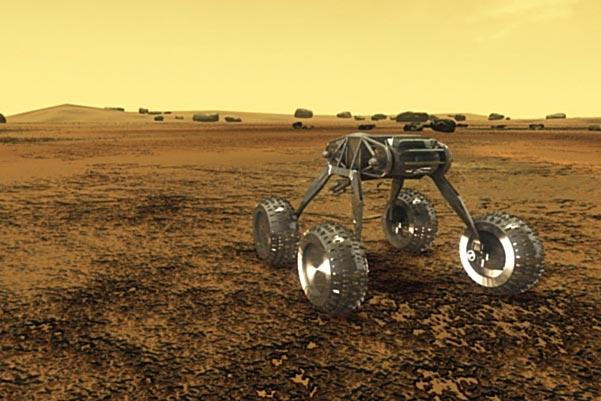
Artystyczne wyobrażenie łazika Venus Rover, chłodzonego dzięki zastosowaniu silnika Stirlinga, projektowanego przez NASA

Inne propozycje przyszłych misji obejmują wysłanie łazików, aerobotów (sond balonowych) i bezzałogowych samolotów.

### Misje załogowe
W latach 60. XX wieku w ramach programu Apollo zaproponowano załogowy przelot koło Wenus, przy użyciu technologii i pojazdów tego programu. Misja planowana była na koniec października lub początek listopada 1973 r., przy wykorzystaniu rakiety Saturn V. Misja statku z trzyosobową załogą na pokładzie miała trwać około jednego roku. Cztery miesiące po wysłaniu statek miał minąć Wenus w odległości ok. 5000 km od powierzchni.
Naukowcy z ZSRR również opracowali program zakładający przelot statku kosmicznego z załogą. Program ten nazwano TMK (od ros. Тяжелый Межпланетный Корабль). Programu tego nie zrealizowano, gdyż pojazdy miały wykorzystywać zawodną rakietę N1, której wszystkie próby zakończyły się niepowodzeniem i prace nad nią przerwano w 1974.

### Możliwości kolonizacji
Ze względu na niezwykle niesprzyjające warunki, kolonizacja powierzchni Wenus jest niemożliwa przy użyciu współczesnej techniki. Jednak około 50 km nad powierzchnią ciśnienie atmosferyczne i temperatura są podobne do warunków panujących na powierzchni Ziemi. Ziemskie powietrze (azot i tlen) jako lżejsze od dwutlenku węgla, mogłoby unosić się nad niższymi warstwami atmosfery Wenus. To sprawia, że pośród możliwości kolonizacji tej planety wymienia się rozległe, „pływające” w atmosferze planety miasta. Aerostaty (balony lżejsze od powietrza) mogą być używane do wstępnej eksploracji, a następnie jako fundament stałych osiedli. Do licznych trudności inżynieryjnych związanych z tymi projektami należą niebezpieczne ilości kwasu siarkowego na tych wysokościach.

## W kulturze
Do określania pojęć związanych z Wenus stosuje się przymiotnik wenusjański, od imienia Wenus pochodzi też łaciński przymiotnik weneryczny, którego jednak nie stosuje się w odniesieniu do planety. Wenus jest jedyną planetą w Układzie Słonecznym nazwaną imieniem postaci kobiecej, choć kobiece nazwy mają też trzy planety karłowate: Ceres, Eris i Haumea oraz wiele planetoid.

### Znaczenia historyczne

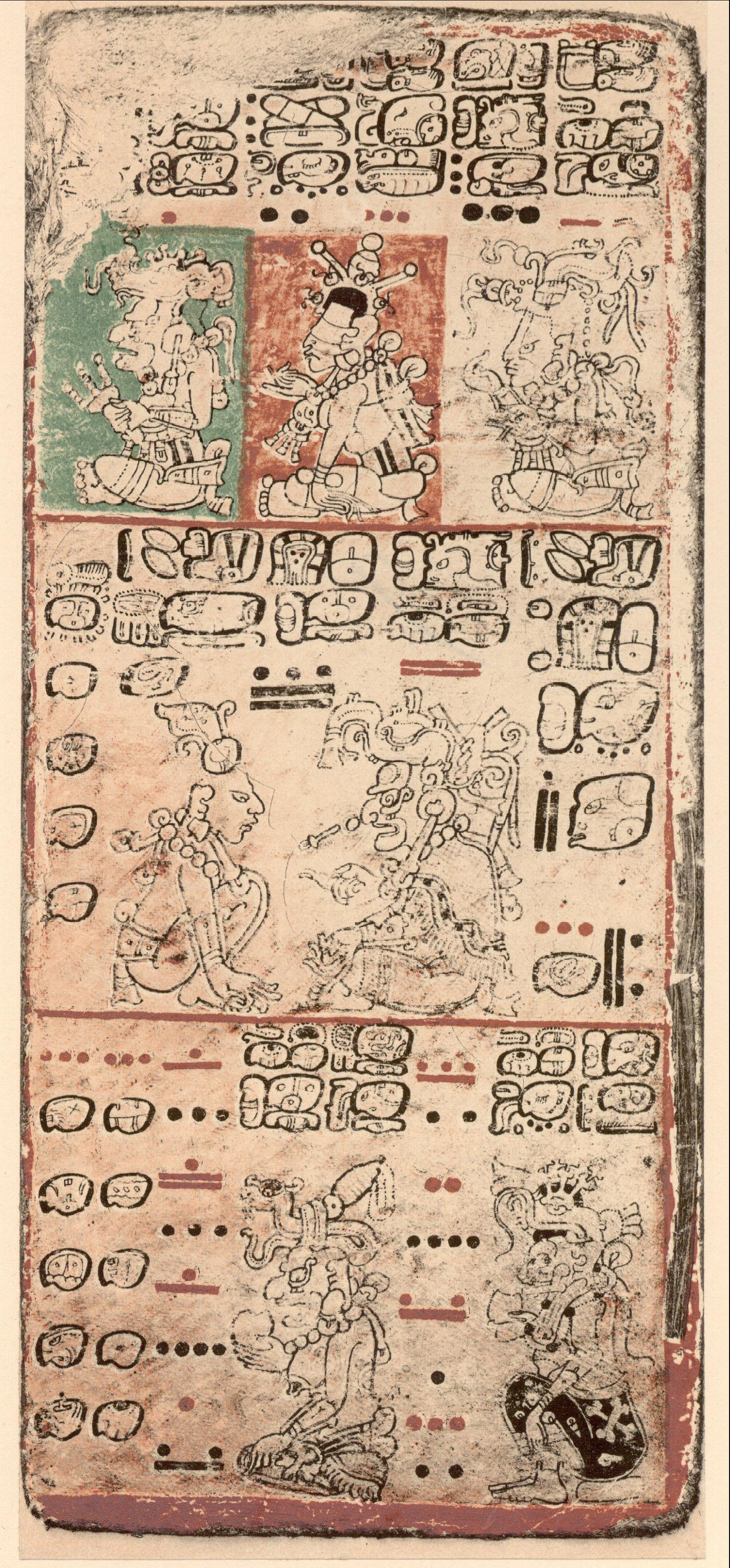
Kodeks drezdeński, stworzony przez Majów, zawiera informacje o obserwacjach Wenus

Jako jeden z najjaśniejszych obiektów na niebie Wenus była znana od czasów prehistorycznych i zyskała trwałe miejsce w ludzkiej kulturze. Jest wspomniana już w babilońskich tabliczkach z pismem klinowym pochodzących z XVI wieku p.n.e. Babilończycy nazywali ją Isztar od imienia bogini będącej ucieleśnieniem kobiecości i miłości.
Starożytni Egipcjanie wierzyli, że „gwiazda poranna” i „gwiazda wieczorna” to dwa odrębne obiekty, nazywając je odpowiednio Tioumoutiri i Ouaiti. Podobnie starożytni Grecy uznawali ją za dwa ciała: poranne Fosforos (stgr. Φωσφόρος Phōsphóros, „niosący światło”) lub Heosforos (Ἐωσφόρος Heōsphóros, „niosący świt”) i wieczorne Hesperos (Ἓσπερος Hesperos, „wieczór”). Przed okresem klasycznym odkryli oni, że jest to jedna planeta i nazwali ją imieniem bogini miłości, Afrodyty. Nazwa Hesperos została później przetłumaczona na łacinę jako Vesper („wieczór”, „pora wieczorna”), nazwa Phosphoros jako Lucifer („niosący światło”; pol. Lucyfer), co później stało się poetyckim określeniem upadłego anioła. Rzymianie, zgodnie z grecką tradycją, nadali planecie imię bogini miłości Wenus. Pliniusz Starszy utożsamiał Wenus ze staroegipską Izydą.
W mitologii perskiej przedstawiano ją jako boginię Anahita. W niektórych tekstach w języku pahlawi bóstwa Aredvi Sura i Anahita są traktowane jako odrębne. Pierwsze jest uosobieniem mitycznej rzeki, a drugie to bogini płodności, która jest związana z planetą Wenus. W innych opisach pojawiają się jako jedna bogini, Aredvi Sura Anahita lub Anahita, np. w zoroastryjskiej księdze Wielki Bundahiszn. Jednak na podstawie 10 hymnu (Mihr Jaszt) Awesty jest możliwe, że pierwotnie planetę wiązano z Mitrą. W języku perskim nazwa planety brzmi Nahid, i pochodzi od Anahity, poprzez nazwę w języku pahlawi, Anahid.
Planeta Wenus była ważna także dla cywilizacji Majów, która opracowała kalendarz religijny oparty w części o ruchy tej planety. Majowie wierzyli, że ruchy Wenus określały czas sprzyjający takim wydarzeniom jak rozpoczęcie wojny. Nazywali ją Noh Ek’, „wielka gwiazda” i Xux Ek’, „gwiazda-osa”. Majowie znali okres synodyczny planety z dokładnością do setnych części dnia. Masajowie nazywają planetę Kileken, w ich ustnej tradycji istnieje poświęcona jej opowieść pod tytułem Chłopiec-sierota.
Wenus zajmuje ważne miejsce w kulturze australijskich Aborygenów, takich jak lud Yolngu z północnej Australii. Yolngu zbierali się po zachodzie słońca w oczekiwaniu na wschód Wenus, którą nazywają Banumbirr. Wierzyli, że we wczesnych godzinach przed świtem widać linę światła, łączącą ją z Ziemią (prawdopodobnie interpretują tak światło zodiakalne); dzięki tej linie, z pomocą bogato dekorowanego „słupa gwiazdy porannej”, ludzie mogą porozumieć się ze swoimi bliskimi zmarłymi i przekazać im, że nadal ich kochają i pamiętają o nich. Banumbirr jest też ważnym duchem-stwórcą w opowieściach z czasu snu, powołała ona do życia i nadała nazwy wielu stworzeniom.

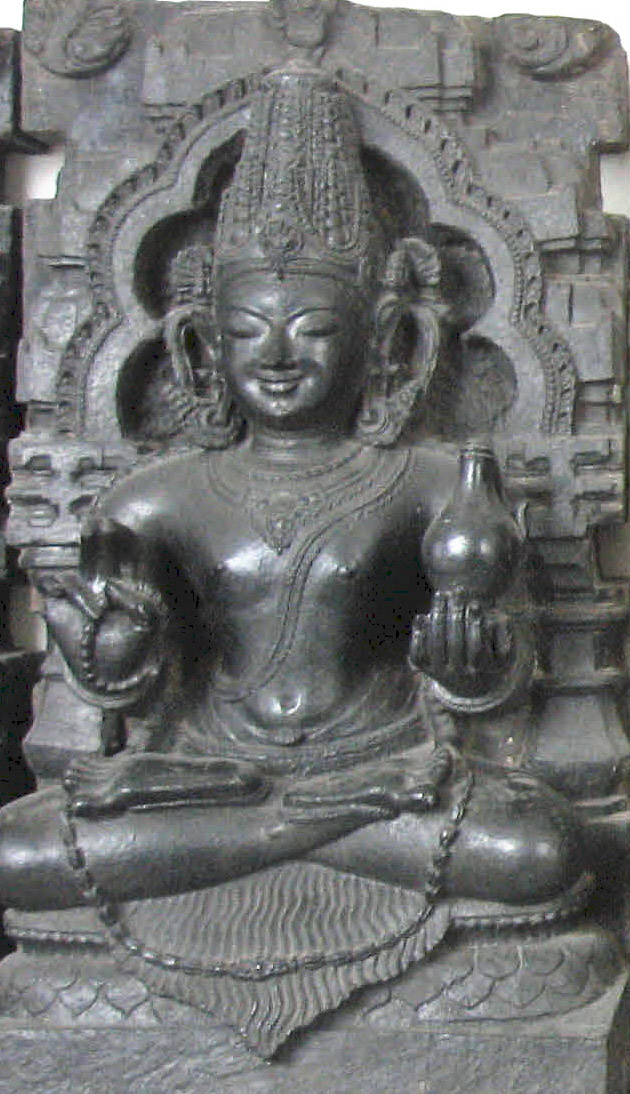
Śukra to nazwa Wenus w sanskrycie

Według zachodniej astrologii włada ona dwoma znakami zodiaku, Byka i Wagi. W związku z jej historycznym powiązaniem z boginią kobiecości i miłości, wywiera wpływ na płodność i pragnienie seksualne. W astrologii wedyjskiej planeta znana jest jako Śukra, co oznacza „czysta” lub „jasność” w sanskrycie. Jako jedna z dziewięciu Nawagraha, ma wpływ na bogactwo, przyjemność i rozród; jest synem Bhrigu, nauczycielem Dajtjów, i guru Assurów. We współczesnych językach chińskim, koreańskim, japońskim i wietnamskim planeta jest określana jako „metalowa (złota) gwiazda” (chiń. 金星, kor. 금성, jap. 金星, wiet. Sao Kim), w oparciu o filozofię Wu xing. Klasyczna astronomia chińska przyporządkowywała Wenus kolor biały, kierunek zachodni i siłę męską.
W metafizycznym systemie teozofii uważa się, że na płaszczyźnie eterycznej Wenus istnieje cywilizacja o setki milionów lat starsza od ziemskiej, a bóstwo rządzące Ziemią, Sanat Kumara, pochodzi z Wenus.
Astronomicznego symbolu Wenus używa się również do oznaczania płci żeńskiej: jest to koło z małym krzyżykiem poniżej. Symbol Wenus oznacza także kobiecość, a w zachodniej alchemii odpowiada miedzi; polerowana miedź była w starożytności używana do tworzenia luster, a symbol bywał interpretowany jako lustro bogini.

### W literaturze
Nieprzenikniona pokrywa chmur Wenus przez wiele lat dawała pisarzom science fiction możliwość snucia spekulacji na temat warunków panujących na jej powierzchni. Jako planeta bliższa Słońca niż Ziemia, była często przedstawiana jako cieplejsza, ale nadająca się do zamieszkania przez ludzi, jako planeta pokryta tropikalną puszczą i bagnami lub pustynią. Gatunek „powieści o Wenus” osiągnął szczyt popularności między 1930 a 1950, w czasie, gdy nauka wykazała już pewne cechy Wenus, ale jeszcze nie poznała rzeczywistego obrazu warunków na jej powierzchni. Pierwsze misje na Wenus ukazywały powierzchnię bardzo odmienną od opisywanej w literaturze i przyniosły koniec tego typu powieściom. Wiedza naukowa o Wenus szybko się rozrastała, a autorzy science-fiction starali się dotrzymać jej kroku; w późniejszej literaturze ukazywane są m.in. próby terraformowania planety przez człowieka.
Być może najdziwniejszym obrazem Wenus w literaturze jest jej rola jako zwiastuna zniszczenia w książce Światy w zderzeniach Immanuiła Wielikowskiego z 1950 roku. W tej mocno kontrowersyjnej książce autor twierdził, że wiele pozornie niewiarygodnych historii w Starym Testamencie jest prawdziwych i opisuje czasy, kiedy Wenus prawie zderzyła się z Ziemią – gdy rzekomo była jeszcze kometą, a nie planetą, którą znamy dzisiaj. Twierdził, że Wenus była przyczyną większości dziwnych zdarzeń towarzyszących wyjściu Izraelitów z Egiptu. Przytacza legendy z wielu innych kultur (z Indii, Grecji, Meksyku i Chin), wskazując na globalne skutki jej zbliżenia do Ziemi. Społeczność naukowa odrzuciła jakikolwiek związek jego książki z rzeczywistością, jednak stała się ona bestsellerem.

### Mapy Wenus
- Nazewnictwo utworów powierzchniowych na Wenus (USGS) (ang.)
- Mapa Wenus wraz z opisem atmosfery, widoczności i charakterystycznych utworów na powierzchni (ang. • pol. • węg.)